# Nakładka programowa
Nakładka – program komputerowy zwiększający możliwości systemu operacyjnego lub programu.
Najpopularniejsze typy nakładek to:
- nakładka polonizująca
- nakładka graficzna

Przykładami nakładek są:
- systemy operacyjne Microsoft Windows od wersji 1 do 3.11 (uważane za nakładki na DOS, gdyż nie są samodzielnymi systemami)
- GeoWorks (GEOS dla komputerów PC)